# Aubrey Joseph
Aubrey Omari Joseph, född 26 november 1997 i Brooklyn, New York, är en amerikansk skådespelare. Han porträtterar Tyrone Johnson/Cloak i Freeform-serien, Cloak & Dagger.

## Biografi
Joseph föddes den 26 november 1997 i Brooklyn, New York. Han började sin karriär med att studera vid Professional Performing Arts School i New York. 

## Filmografi (i urval)
- 2013 – Fading Gigolo
- 2014 – Death Pact
- 2014 – Law & Order: Special Victims Unit (TV-serie)
- 2015 – Run All Night
- 2016 – The Night Of (TV-serie)
- 2017 – A Quaker Sound (Kort film)
- 2018 – The High Bridge (Kort film)
- 2018–2019 – Cloak & Dagger (TV-serie)
- 2019 – Adult Ed. (TV-serie)
- 2019–2020 – Marvel's Spider-Man (TV-serie)
- 2019 – Marvel's Runaways (TV-serie)
- 2020 – Little Fires Everywhere (TV-serie)
- 2022 – The Inspection
- 2025 – Highest 2 Lowest